# 梁雪霏

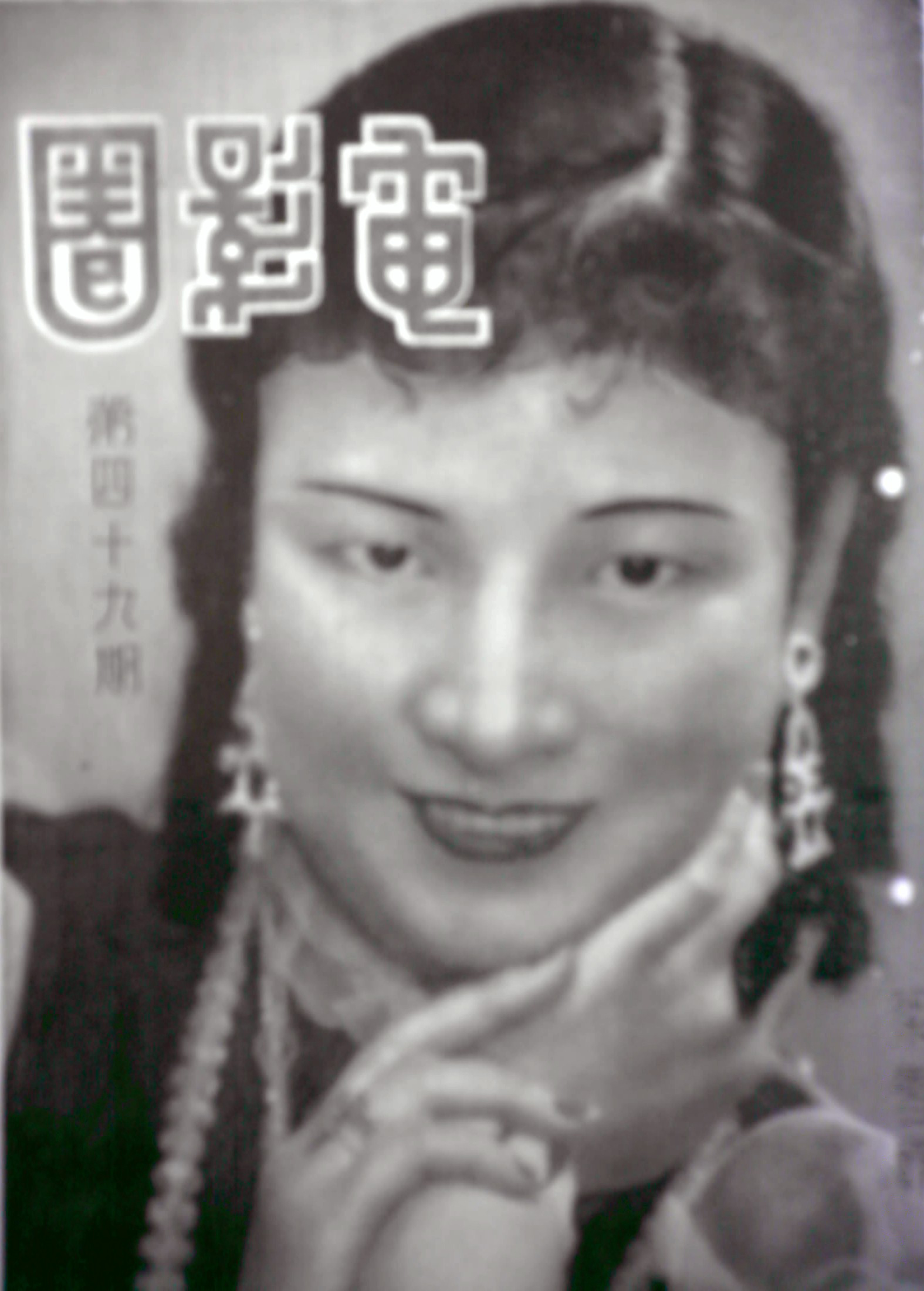
香港粵劇花旦、電影明星，天一電影公司明星：梁雪霏小姐(1939年)

梁雪霏(Leong Suet Fei)，籍貫：廣東省番禺縣，粵劇花旦，香港電影明星。
- 梁雪霏居住在中華民國廣東省廣州市耀華北街尾[1]。

- 梁雪霏本屬名門閨秀，酷愛粵劇，12歲就能唱做整齣《金生挑盒》，拜唐雪卿為師，首次踏足舞臺在廣州西關寶華戲院，十八甫安華天臺。後拜蒒覺先為師。
- 其後在20歲被介紹到「天一香港分廠」拍攝電影[2]。成名作為＂廣州一婦人＂，邵醉翁導演，1936年獲得廣州市政府＂發揚婦德＂奬。同年＂博愛＂邵醉翁及文逸民執導，為當年買座電影。
- 抗日期間因主演香港愛國影片＂最後關頭＂。香港淪陷後被補。經麗池老板李裁法先生幫助下得了以逃離香港。

- 從銀幕處女作《鄉下佬遊埠》(1935年)至息影作《差利與小孩子》(1948年)，共參演約80齣電影，擅演苦情戲。

- 1938年1月26日(丁丑牛年十二月廿五日，星期三)，梁雪霏因患盲腸炎，被送住香港島養和醫院以藥物留院治療，因「意頭」問題，未被治療妥當就被她的母親強行出院渡春節，遂於1938年2月2日(戊寅虎年正月初三日，星期三)，劇痛難忍被送往香港島聖保祿醫院(法國醫院)急救，醫生主張以手術割除，然而其母堅持以藥物及電療醫治[3]。

## 外部連結
- 香港電影資料館的梁雪霏參演電影記錄[永久]
- 香港影庫：梁雪霏 （页面存档备份，存于）